# Szandavári sáncok
A Szanda-vári sáncok - A hármas csúcsú Szanda-hegy két, légvonalban egymástól 1,5 km-re emelkedő szélső csúcsán egy-egy középkori vár állt egykor. A keleti, kiemelkedő sziklaszirten Szanda vára, míg a másik a hegy nyugati oldalán, az úgynevezett Péter-hegy 546 méter magas, fennsíkszerű platóján állt. A középső és nyugati csúcsot már hosszú évtizedek óta bányásszák.

## Története
A szandai Péter-hegyen már régóta kőbányászat folyik. Amikor e kőbánya már a Péter-hegyen lévő vár területének közelébe került, Gádor Judit régész vezetésével rövid feltárást végeztek itt. Az 1968-as ásatás során előkerült egy 8 x 4,5 m belső méretű, 1,2 méter falvastagságú négyszögletes torony maradványa, melynek keskenyebb oldalaihoz a közepe körül falak épültek, nagyjából 30–32 m átmérőjű területet határolva szabálytalan ötszög formában. E falakat mindenütt közvetlenül a sziklára alapozták. Az innen előkerült leletanyag nagyrészt Árpád-kori volt: kerámiatöredék, fazéktöredéket valamint sarlótöredék és vaskések kerültek elő. Az itt talált kisebb mennyiségű későbbi leletanyag (fehér anyagú, vörös festéssel díszített korsó és fazéktöredékek, belül mázas töredékek, vörösre égett kehely alakú kályhaszem és egy nyílcsúcs) a vár 14–15. századi használatára utalnak. E feltárást követően nem  sokkal azonban a bányaművelés sajnos elérte a platót, és a vár területét lerobbantották, miáltal az itt lévő erődítmény és Árpád-kori körtemplom maradványai teljesen eltűntek, csak Gádor Judit régészeti leírása maradt fent róla.
Az ugyancsak a Péter-hegyen lévő őskori földsánc maradványai a Mária-forrásig azonban máig nyomon követhetők. A sáncok valószínűleg a késő bronzkori Kyjatice-kultúra népeitől származnak.